# 血と薔薇
『血と薔薇』（ちとばら）は、日本の雑誌。澁澤龍彥責任編集。1968年創刊、1969年終刊。
「エロティシズムと残酷の総合研究誌」を標榜した。編集：内藤三津子。製作：矢牧一宏。発行：神彰。

## 創刊号
創刊号「特集：男の死・吸血鬼」1968年11月（天声出版）定価：1000円。
三島由紀夫扮する「聖セバスチャンの殉教」（撮影：篠山紀信）が話題を呼んだ。雑誌冒頭には “｢血と薔薇｣宣言” が掲げられ「本誌『血と薔薇』は、コンプレックスに悩む読者のためにはコンプレックスの解消を、またコンプレックスのあまりに少ない読者にはコンプレックスの新たな贈与を、微力を持って心がけんとするものである｡」とある。
- 主な執筆者：三島由紀夫、稲垣足穂、埴谷雄高、吉行淳之介、種村季弘、澁澤龍彥、加藤郁乎、武智鉄二。
- モデル：三島由紀夫、中山仁、澁澤龍彥、土方巽、萩原朔美、唐十郎、三田明。
- カメラ：篠山紀信、細江英公、奈良原一高、深瀬昌久、早崎治。
- 連載：「悦楽園園丁辞典」 塚本邦雄。「男色演劇史」堂本正樹。「わがカーマスートラ」高橋睦郎。

## 第2号
第2号「特集：コンプレックス」1969年1月（天声出版）。表紙：模クリシー美術館蔵貞操帯。カメラ：立木義浩。　　 
- 主な執筆者：高橋鐵、澁澤龍彥、稲垣足穂、廣末保、中田耕治、種村季弘、植草甚一、吉岡実。
- モデル：李礼仙、芦川羊子、福島晶子、鶴岡政男。
- カメラ：立木義浩、石元泰博。

## 第3号
第3号「特集：愛の思想」1969年3月（天声出版）。  表紙：彫刻家の肖像　ブロンズィーノ。
- 主な執筆者：川村二郎、久野昭、杉浦明平、南原實、稲垣足穂、澁澤龍彥、野坂昭如、植草甚一。
- モデル：アンジェラ浅丘、麿赤児、芦川羊子、小林ダダ。
- カメラ：篠山紀信、東松照明。

## 第4号
第4号「生きているマゾヒズム」1969年6月（天声出版）。定価：1000円。
この第4号は澁澤龍彥の責任編集ではなく、平岡正明の責任編集である。発行：神彰、製作：康芳夫。
- 主な執筆者：伊野浩、平岡正明、足立正生、唐十郎、安東泉、稲垣足穂、田村隆一。
- カメラ：吉岡康弘。

最終ページに第5号の予告が出ているが、第5号は発行されなかった。また、この号も発行直前に発行元である天声出版の経営が行き詰まり、印刷会社に現物を差し押さえられてしまったことで実際に流通したのはごく僅かとされる。

## 復刻版
- 「血と薔薇　復原」創刊号から第3号までの全3冊（函入り）
  - 解説書「血と薔薇という時代」種村季弘・中田耕治・内藤三津子、4ｐ付。白順社、2003年3月1刷。4月2刷。
  - 編集：内藤三津子、発行：江村信晴。定価11000円+税。 ISBN 4-8344-0075-1

## 文庫版
- 「血と薔薇コレクション」（河出文庫）
  - その1（2005年10月）
  - その2（2005年11月）
  - その3（2005年12月）

## 創刊秘話
種村季弘によれば「新宿の飲み屋と北鎌倉の酒席で冗談半分にブチ上げた話が、いつのまにかひとり歩きしてしまったような趣がないでもない｡」という。創刊以前に「日本読書新聞」に “｢血と薔薇｣宣言” が発表されたりもした。さらに「澁澤龍彥氏がニワトリの首にナイフをあてがうと、その下の祭壇ベッドに横たわっていた全裸に近い女性が、かすかに呻きはじめた。モンテスパン夫人に心酔するこの女優は新劇の女優」などとセンセーショナルな話題作りがされた。
なお、関係者のみに配られたという「創刊準備号」（0号）があるとされている
。